# 4 Seasons of Loneliness
"4 Seasons of Loneliness" là một bài hát của nhóm ca R&B người Mỹ Boyz II Men nằm trong album phòng thu thứ ba của họ, Evolution (1997). Được viết lời và sản xuất bởi Jimmy Jam & Terry Lewis, bài hát được phát hành như là đĩa đơn đầu tiên trích từ album vào ngày 19 tháng 8 năm 1997 trên sóng phát thanh bởi Motown Records.
Đĩa đơn ra mắt ở vị trí thứ hai trên bảng xếp hạng Billboard Hot 100, và đạt vị trí số một trong tuần tiếp theo, trở thành đĩa đơn quán quân thứ năm (và cũng là gần nhất) của nhóm. Trên thị trường quốc tế, nó vươn đến top 10 ở Canada, Hà Lan, Nhật Bản, New Zealand và Vương quốc Anh. Tính đến nay, "4 Seasons of Loneliness" vẫn được xem đĩa đơn quán quân cuối cùng của hãng Motown trên bảng xếp hạng pop tại Hoa Kỳ (Boyz II Men là nghệ sĩ duy nhất của Motown có đĩa đơn quán quân pop vào thập niên 1990).

## Danh sách bài hát
Đĩa CD maxi
1. "4 Seasons of Loneliness" (radio chỉnh sửa) — 4:27
2. "4 Seasons of Loneliness" (bản B II M) — 5:30
3. "4 Seasons of Loneliness" (bản không lời) — 4:52
4. "4 Seasons of Loneliness" (bản acappella) — 4:41

## Xếp hạng và chứng nhận
| Bảng xếp hạng (1997)                     | Vị trí cao nhất |
| ---------------------------------------- | --------------- |
| Úc (ARIA)                                | 13              |
| Bỉ (Ultratop 50 Wallonia)                | 38              |
| Canada (RPM)                             | 8               |
| Đức (GfK)                                | 59              |
| Ireland (IRMA)                           | 26              |
| Hà Lan (Single Top 100)                  | 11              |
| New Zealand (Recorded Music NZ)          | 2               |
| Scotland (OCC)                           | 39              |
| Thụy Điển (Sverigetopplistan)            | 45              |
| Thụy Sĩ (Schweizer Hitparade)            | 32              |
| Anh Quốc (OCC)                           | 10              |
| Hoa Kỳ Billboard Hot 100                 | 1               |
| Hoa Kỳ Adult Contemporary (Billboard)    | 30              |
| Hoa Kỳ Hot R&B/Hip-Hop Songs (Billboard) | 2               |
| Hoa Kỳ Pop Airplay (Billboard)           | 9               |
| Hoa Kỳ R&B/Hip-Hop Airplay (Billboard)   | 5               |
| Hoa Kỳ Rhythmic (Billboard)              | 3               |
| Hoa Kỳ Hot Latin Tracks (Billboard) 1    | 27              |
| Hoa Kỳ Latin Pop Airplay (Billboard) 1   | 11              |

| Bảng xếp hạng (1997)                 | Vị trí |
| ------------------------------------ | ------ |
| Australian Singles Chart             | 91     |
| Canadian RPM Singles Chart           | 66     |
| Dutch Singles Chart                  | 68     |
| New Zealand Singles Chart            | 31     |
| UK Singles (Official Charts Company) | 178    |
| U.S. Billboard Hot 100               | 30     |
| Bảng xếp hạng (1998)                 | Vị trí |
| US Billboard Hot 100                 | 96     |

| Bảng xếp hạng (1990–99)   | Vị trí |
| ------------------------- | ------ |
| New Zealand Singles Chart | 543    |

| Quốc gia                                  | Chứng nhận | Số đơn vị/doanh số chứng nhận |
| ----------------------------------------- | ---------- | ----------------------------- |
| Úc (ARIA)                                 | Vàng       | 35.000^                       |
| Hoa Kỳ (RIAA)                             | Bạch kim   | 1,300,000                     |
| ^ Chứng nhận dựa theo doanh số nhập hàng. |            |                               |